# Сарычев, Геннадий Андреевич
Генна́дий Андре́евич Са́рычев (14 декабря 1938, село Усть-Чарышская Пристань, Усть-Пристанский район, Алтайский край, СССР) — советский футболист и тренер. Заслуженный тренер РСФСР (1984).

## Биография
В 12 лет начал тренироваться в новосибирском «Сибсельмаше». Играл нападающим, и уже позже, заменив травмированного товарища, стал защитником. Имел предложение от московского «Динамо», но отказался не желал сидеть в дубле. В 1960 году желание играть в команде более высокого класса и настойчивые уговоры Абрамова привели Сарычева в «Крылья Советов».
В 1987—1988 годах тренировал национальную сборную Афганистана.
В настоящее время[какое?] живёт в Самаре.

## Достижения
- Чемпион РСФСР (2): 1961 (игрок), 1983 (тренер)
- Капитан сборной команды РСФСР
- Мастер спорта СССР (1961)
- Финалист Кубка СССР (1964)
- Входил в число 33-х лучших игроков РСФСР (1961)
- Входил в число 33-х лучших игроков УССР (1969)
- Входил в число 10-ти лучших тренеров РСФСР (1983, 1984)
- Заслуженный тренер РСФСР
- Заслуженный тренер Афганистана (1988)
- Персональная стипендия Российского футбольного союза в знак выдающихся заслуг перед отечественным футболом